# Euclea natalensis
Euclea natalensis är en tvåhjärtbladig växtart som beskrevs av A. Dc. Den ingår i släktet Euclea och familjen Ebenaceae.
Arten är en buske eller ett träd, och förekommer i tropikerna i Afrika, från Kenya i norr till Sydafrika i söder.

## Underarter
Arten delas in i följande underarter:
- E. n. acutifolia
- E. n. angolensis
- E. n. angustifolia
- E. n. capensis
- E. n. magutensis
- E. n. natalensis
- E. n. obovata
- E. n. rotundifolia